# Tabáni Spartacus SE (szachy)
Tabáni Spartacus SE – węgierski klub szachowy z siedzibą w Budapeszcie. Wcześniej funkcjonujący pod nazwą Budapesti Spartacus SC, dziewięciokrotnie zdobył tytuł mistrza kraju oraz wygrał Puchar Europy w sezonie 1980/1982.

## Historia
Szachowa sekcja Budapesti Spartacus SC powstała w latach 50. W sezonie 1957/1958 zespół zajął trzecie miejsce w mistrzostwach kraju, w latach 1959–1963 zdobywał wicemistrzostwo, a w sezonie 1963/1964 ponownie został sklasyfikowany na trzecim miejscu. W 1965 roku szachiści klubu zdobyli mistrzostwo kraju, następnie tytuły zespół uzyskał w sezonach 1973–1974. W sezonie 1975/1976 Budapesti Spartacus zadebiutował w Pucharze Europy. Węgierski zespół wygrał wówczas z SO Iliupoli i SG Zürich, a w półfinale odpadł z Solinger SG 1868. W latach 1977–1978 zespół wygrywał mistrzostwo kraju, a w sezonie 1977/1979 ponownie dotarł do półfinału Pucharu Europy. W 1980 roku Budapesti Spartacus zdobył szósty w swojej historii tytuł mistrza Węgier. W Pucharze Europy w sezonie 1980/1982 budapeszteński zespół wygrał z Merkurem Graz, Kings Head Chess Club, Suomalainen SK i Tel Aviv University, a w finale pokonał 6½:5½ Buriewiestnik i zdobył końcowe trofeum. Po zdobyciu mistrzostwa kraju w 1983 roku zespół uczestniczył w sezonie 1983/1984, gdzie dotarł do ćwierćfinału. W 1985 roku klub zdobył ósme, a w 1986 – dziewiąte i ostatnie w swojej historii mistrzostwo Węgier. W Pucharze Europy w sezonie 1985/1986 zespół osiągnął ćwierćfinał. Po raz ostatni w Pucharze Europy klub rywalizował w sezonie 1987/1988, gdzie ponownie odpadł w ćwierćfinale. W mistrzostwach kraju po raz ostatni pod nazwą Budapesti Spartacus klub uczestniczył w sezonie 1990, zdobywając wówczas wicemistrzostwo.
Po przemianach ustrojowych klub usamodzielnił się, a w późniejszym czasie przyjął nazwę Tabáni Spartacus. Pod tą identyfikacją zespół występował w NB I (pierwszy poziom rozgrywkowy) w sezonach 2003/2004, 2005/2006 (ósme miejsce), 2006/2007, 2008/2009 i 2010/2011.
Zawodnikami Budapesti Spartacus SC byli m.in. Pál Benkő, István Csom, Iván Faragó, Ervin Haág, Károly Honfi, Péter Lukács, József Pintér, Attila Schneider i Egon Varnusz. Z kolei w Tabáni Spartacus SE grali m.in. Gábor Kállai i Zoltán Varga.